# Svartstrupig bergtangara
Svartstrupig bergtangara (Cnemathraupis eximia) är en fågel i familjen tangaror inom ordningen tättingar.

## Utseende
Svartstrupig bergtangara är en stor och omisskännlig tangara. Den har mörk huva (blått på hjässan och nacken, svart på strupen), grön rygg och gul buk. Noterbart är även blå skuldra och gröna kanter på vingpennorna. Den vanligare arten svarthuvad bergtangara har blå rygg och rött öga. 

## Utbredning och systematik
Svartstrupig bergtangara delas in i fyra underarter med följande utbredning:
- Cnemathraupis eximia eximia – östra Anderna i Colombia och sydvästra Venezuela
- Cnemathraupis eximia zimmeri – västra och centrala Anderna i Colombia
- Cnemathraupis eximia chloronota – Andernas östsluttning i sydöstra Colombia (Nariño) och nordvästra Ecuador
- Cnemathraupis eximia cyanocalyptra – Andernas öststluttning från sydöstra Ecuador till norra Peru

Den placerades tidigare i släktet Buthraupis, men DNA-studier visar att arterna inte är varandras närmaste släktingar. Svartstrupig och gulryggig bergtangara har därför lyfts ut till det egna släktet Cnemathraupis.

## Levnadssätt
Svartstrupig bergtangara är en fåtalig fågel i bergsskogar på mellan 2800 och 3700 meters höjd. Den ses i par eller smågrupper tystlåtet födosöka lågt till medelhögt i skog och skogsbryn, ofta skilt från artblandade flockar.

## Status
Arten har ett stort utbredningsområde och beståndet anses stabilt. Internationella naturvårdsunionen IUCN listar den därför som livskraftig (LC).